# Костов, Николай
Никола́й Ко́стов (болг. Николай Костов; род. 2 июля 1963, Толбухин) — болгарский футболист, тренер.

## Карьера игрока
Как игрок профессионально играл с 1981 по 1994 год. Часть этого времени защищал цвета софийского «Левски». В 1989 году также играл за софийскую «Славию», а с 1990 по 1993 год выступал в чемпионате Кипра в составе «Анортосиса». Закончил карьеру в 1994 году в клубе «Спартак» (Варна).

## Тренерская карьера
Тренерскую карьеру начал 1996 года в клубе «Добруджа» из одноимённого города, в то время клуб выступал в Высшей лиге Болгарии. Затем работал тренером в ряде кипрских клубах — «Анортосисе», «Олимпиакосе» и АЕКе. С 2007 по 2008 год являлся главным тренером в армянском клубе «Бананц».
В апреле 2008 года Николай Костов был представлен в качестве главного тренера донецкого «Металлурга». Контракт нового тренера с клубом был рассчитан на один год. В июне 2009 года продлил контракт с «Металлургом» на три года, причём Костов стал первым тренером «Металлурга», с которым продлили контракт. Вместе с командой выступал в Лиге Европы.
13 ноября 2010 года официально была принята отставка Николая Костова. Исполняющим обязанности главного тренера назначен Владимир Пятенко.
В конце июля 2012 года Николай Костов подписал соглашение с украинским клубом «Карпаты». В начале января 2014 года стал главным тренером симферопольской «Таврии». В мае 2014 года покинул «Таврию», по окончании контракта.
В первом круге первенства ФНЛ 2014/15 тренировал российский клуб «Тосно».
В сезоне 2015/16 вернулся в Болгарию и работал в клубе «Ботев (Пловдив)».
Сезон 2015/16 провёл на Украине, тренируя клуб «Сталь» (Каменское).
В июле 2018 возглавил в середине сезона казахстанский клуб «Шахтёр» (Караганда) и вывел его из «зоны вылета» на спасительное 8 место.

## Достижения
- Обладатель Кубка Кипра: 2001/02
- Финалист Кубка Украины: 2009/10

## Личная жизнь
По состоянию на март 2012 жена Красилина работала в Варне, дочь Женя училась в Манчестере.